# موريس إي. كرين
موريس إي. كرين (بالإنجليزية: Morris E. Crain)‏ هو عسكري أمريكي، ولد في 7 أكتوبر 1924 في Bandana, Kentucky ‏ في الولايات المتحدة، وتوفي في 13 مارس 1945 في هاغويناو في فرنسا.